# Školjić (Funtana)
Školjić je nenaseljen otok v Jadranskem morju in je del otočja Vrsar. Pripada Hrvaški. Nahaja se petdeset metrov od obale Funtana.
V skladu z zakonom o otokih ter glede na demografske razmere in gospodarski razvoj je Školjić razvrščen v kategorijo »majhnih, občasno naseljenih in nenaseljenih otokov in otočkov«, za katere se sprejemajo programi trajnostnega razvoja otokov.
V državnem programu za zaščito in uporabo majhnih, občasno naseljenih in nenaseljenih otokov ter okoliškega morja Ministrstva za regionalni razvoj in sklade Evropske unije je Školjić uvrščen med kamnite otoke. Ima površino 8.707 m2 in obalni obseg 369 m. Pripada občini Funtana.
Otok ima arheološko najdišče iz bronaste dobe. Do nedavnega je bil otok zanemarjen. Leta 2019 so otok prenovili in ga poimenovali Histri Island, v sklopu novo odprtega kamping centra. Otok je odprt za vse, tako domačine kot goste. Od prenove ponuja različne zabavne programe kot tematsko igrišče v središču otoka, kjer potekajo številni animacijski programi. Pri sanaciji so upoštevali posebnost lokacije, materiali, tehnika gradnje, postavitev in drugi elementi ureditve pa so v skladu s časovnim obdobjem lokacije.